# Бондаренко, Татьяна Ефимовна
Татьяна Ефимовна Бондаренко (1924 — 10 июля 2001) — советский передовик сельского хозяйства. Герой Социалистического Труда (1949).

## Биография
Родилась в 1924 году в селе Петропавловском, Джетысуйской губернии Киргизской АССР в крестьянской семье.
До 1940 года Т. Е. Бондаренко начала трудовую деятельность обычной колхозницей в колхозе имени Кирова Джетысуйской губернии Киргизской АССР.
С 1941 года, с началом Великой Отечественной войны Т. Е. Бондаренко — возглавила полеводческое звено по выращиванию зерновых.
За ударный труд в период Великой Отечественной войны была награждена Медалью «За доблестный труд в Великой Отечественной войне 1941—1945 гг.».
В 1948 году звено под руководством Т. Е. Бондаренко получило урожай пшеницы —29,5 центнера с гектара на площади — 20 гектаров.
20 мая 1949 года Указом Президиума Верховного Совета СССР «за получение высоких урожаев, пшеницы, риса, сахарной свёклы и картофеля в 1948 году»  Татьяна Ефимовна Бондаренко была удостоена звания Героя Социалистического Труда с вручением Ордена Ленина и золотой медали «Серп и Молот».
С 1950 года Т. Е. Бондаренко трудилась — рабочей на железнодорожной станции Тихорецк Краснодарского края. В 1956 году перешла на Алма-Атинский литейный завод, затем — на Алма-Атинский плодоконсервный комбинат. С 1960 года трудилась рабочей Волковской геологической экспедиции Министерства геологии Казахской ССР.
Проживала в городе Алма-Ата.

## Награды
- Медаль «Серп и Молот» (20.05.1949)
- Орден Ленина (20.05.1949)
- Медаль «За доблестный труд в Великой Отечественной войне 1941—1945 гг.»